# Sphyracephala brevicornis
Sphyracephala brevicornis är en tvåvingeart som först beskrevs av Thomas Say 1817.  Sphyracephala brevicornis ingår i släktet Sphyracephala och familjen Diopsidae. Inga underarter finns listade i Catalogue of Life.